# デッドフォール
『デッドフォール』（Tango & Cash）は、1989年に公開されたアメリカ合衆国の映画。日本公開は1990年。
キャッチコピーは「Let's do it.」（やってやろうぜ）。オープニングでも主演の片方であるシルヴェスター・スタローンによって叫ばれる。

## ストーリー
ロサンゼルス市警察でそれぞれ別の分署に所属するレイモンド・タンゴとガブリエル・キャッシュは、片やスリーピース・スーツでスマートに、片や強行突破も辞さないファンキーそのもののカジュアルスタイルと、服装も捜査の手法も正反対だが、共に市警No.1を競うライバル同士の麻薬取締担当刑事である。そんなタンゴとキャッシュから散々煮え湯を飲まされた犯罪組織のボスのイブ・ペレは、2人を抹殺できないまでも失脚させるべく罠を仕掛け、押収品を横流しする悪徳刑事として、果てにはFBI捜査官殺しにまで仕立て上げた。
こうして投獄されてしまったタンゴとキャッシュは、冤罪であることを知っている刑務所長に支援されて脱獄し、上司からマスコミの追及を抑えておける猶予期間として与えられた、24時間以内に無実を証明すべく、協力して組織に立ち向かっていく。

## 登場人物
"レイ" レイモンド・タンゴ
刑事。刑事としてはブランドスーツ姿のインテリなど知的な印象。マスコミからは「ビバリーヒルズの伊達男」と呼ばれている。妹には過保護だが「立ち向かうのが大事」という考えを持ち、犯罪だらけの地元を離れたがっている妹に対しても強制している。
"ゲイブ" ガブリエル・キャッシュ
刑事。刑事としてはワイルドで荒唐無稽なタイプ。職場内とは言え偶然見つけたピザを勝手に食べる手癖の悪さもあるが防弾チョッキをちゃんと着用する用心深さもある。離婚歴あり。フランクで気取らない性格で地元の子供たちから人気がある。タンゴのことは「アルマーニのおっさん」と呼んでいた。マスコミからは「下町の暴れん坊」と呼ばれている。
イブ・ペレ
犯罪シンジゲートのボス。タンゴとキャッシュに何度も犯罪を阻止され、煮え湯を飲まされ、復讐として二人を陥れる。
"キキ" キャサリン・タンゴ
タンゴの妹。
フェイス
序盤に登場した犯罪者。タンゴに逮捕される。
中国人のガンマン
キャッシュを狙った殺し屋。キャッシュに拷問に近い仕打ちをくらい、情報を吐く。
シュローダー
LAPDの分署長。タンゴの上司。
ワイラー
濡れ衣を着せられたタンゴとキャッシュを現行犯逮捕する。
スキナー
専門家。タンゴとキャッシュの裁判では嘘の証言をして二人を不利にした。
マット・ソコウスキー
タンゴとキャッシュが収監された刑務所の副所長。キャッシュの元上司。
ロペス
ペレの部下。
クワン
ペレの部下。
ホームズ
分署長。

## キャスト
| 役名                            | 俳優                                  | 日本語吹替                                    | 日本語吹替                                                                            |
| 役名                            | 俳優                                  | ソフト版                                      | テレビ朝日版                                                                          |
| ------------------------------- | ------------------------------------- | --------------------------------------------- | ------------------------------------------------------------------------------------- |
| "レイ" レイモンド・タンゴ       | シルヴェスター・スタローン            | 玄田哲章                                      | 佐々木功                                                                              |
| "ゲイブ" ガブリエル・キャッシュ | カート・ラッセル                      | 安原義人                                      | 安原義人                                                                              |
| "キキ" キャサリン・タンゴ       | テリー・ハッチャー                    | 平野文                                        | 相沢恵子                                                                              |
| イブ・ペレ                      | ジャック・パランス                    | 千葉耕市                                      | 大塚周夫                                                                              |
| レカン                          | ブライオン・ジェームズ                | 広瀬正志                                      | 麦人                                                                                  |
| クワン                          | ジェームズ・ホン                      | 小島敏彦                                      | 辻親八                                                                                |
| ロペス                          | マーク・アライモ                      | 西村知道                                      | 千田光男                                                                              |
| 中国人のガンマン                | フィリップ・タン                      | 子安武人                                      | 成田剣                                                                                |
| オーウェン                      | マイケル・J・ポラード                 | 吉水慶                                        | 上田敏也                                                                              |
| フェイス                        | ロバート・ツダール                    | 朝戸鉄也                                      | 谷口節                                                                                |
| ワイラー                        | ルイス・アークエット                  | 小野健一                                      | 小島敏彦                                                                              |
| ホームズ                        | エドワード・バンカー                  |                                               |                                                                                       |
| デイヴィスFBI捜査官             | ロイ・ブロックスミス                  | 牛山茂                                        | 小島敏彦                                                                              |
| 検察官                          | スーザン・クレブス                    |                                               |                                                                                       |
| 判事                            | デヴィッド・バード                    |                                               |                                                                                       |
| ノーラン                        | リチャード・ファンシー                |                                               |                                                                                       |
| スキナー                        | マイケル・ジェッター                  | 鈴木勝美                                      | 田原アルノ                                                                            |
| 護送車の運転手                  | ビング・ラッセル                      |                                               |                                                                                       |
| マット・ソコウスキー副所長      | フィル・ルーベンスタイン              | 石井敏郎                                      | 伊井篤史                                                                              |
| スリンキー                      | クリント・ハワード                    | 牛山茂                                        | 伊藤和晃                                                                              |
| 巡査                            | グレン・モーシャワー                  | 朝戸鉄也                                      | 伊藤和晃                                                                              |
| シュローダー分署長              | ジェフリー・ルイス （クレジットなし） | 石井敏郎                                      | 阪脩                                                                                  |
| 役不明又はその他                |                                       | 滝沢久美子 幹本雄之 さとうあい 吉田美保       | 磯辺万沙子 幹本雄之 仲野裕 品川徹 宝亀克寿 稲葉実 小室正幸 中田和宏 麻生侑里 岡村恭子 |
| 日本語版制作スタッフ            |                                       |                                               |                                                                                       |
| 演出                            |                                       | 田島荘三                                      | 松川陸                                                                                |
| 翻訳                            |                                       | トランスグローバル                            | 宇津木道子                                                                            |
| 調整                            |                                       |                                               | 兼子芳博                                                                              |
| 効果                            |                                       |                                               | 南部満治                                                                              |
| 録音                            |                                       | トランスグローバルスタジオ 東京テレビセンター |                                                                                       |
| プロデューサー                  |                                       | 小川政弘                                      | 福吉健                                                                                |
| 制作                            |                                       | ワーナー・ホーム・ビデオ トランスグローバル   | ニュージャパンフィルム                                                                |
| 初回放送                        |                                       |                                               | 1993年6月20日 『日曜洋画劇場』                                                        |

- テレビ朝日版は2014年6月21日にWOWOWで放映される際に、初回放送時にカットされた箇所を同一声優で追加録音される事となった。